# Пошнарка
Пошнарка — река в России, протекает по Ядринскому району Чувашской Республики. Устье реки находится в 40 км от устья Суры по правому берегу. Длина реки составляет 12 км.
Исток реки у села Пошнары в 15 км к северо-востоку от Ядрина. Река течёт на юго-запад и запад, в среднем течении протекает село Кудаши. Впадает в боковую старицу Суры в 10 км к северо-востоку от Ядрина.

## Данные водного реестра
По данным государственного водного реестра России относится к Верхневолжскому бассейновому округу, водохозяйственный участок реки — Сура от устья реки Алатырь и до устья, речной подбассейн реки — Сура. Речной бассейн реки — (Верхняя) Волга до Куйбышевского водохранилища (без бассейна Оки).
Код объекта в государственном водном реестре — 08010500412110000040407.